# تپه حیدریه ۳
تپه حیدریه ۳ در شهرستان تاکستان، شهرک حیدریه واقع شده و این اثر در تاریخ ۳ بهمن ۱۳۷۹ با شمارهٔ ثبت ۳۰۰۹ به‌عنوان یکی از آثار ملی ایران به ثبت رسیده است.